# Air America

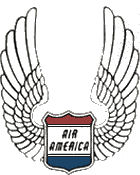
Emblema da "Air America".

Air America foi uma companhia aérea estadunidense de passageiros e carga fundada em 1946 e secretamente de propriedade e operada pela Agência Central de Inteligência (CIA) de 1950 a 1976. Forneceu e apoiou operações secretas no Sudeste Asiático durante a Guerra do Vietnã, incluindo o fornecimento de apoio ao contrabando de drogas no Laos.